# Knut Tore Apeland
Knut Tore Apeland, né le 11 décembre 1968 à Haukeli, est un coureur norvégien du combiné nordique, actif au niveau mondial entre 1988 et 2000. Il est notamment vainqueur de la Coupe du monde en 1996, vice-champion du monde en 1993 et deux médailles par équipes aux Jeux olympiques.

## Carrière
Membre du club Rein IL, il a gagné sa première course de Coupe du monde dès son deuxième départ en décembre 1988 à Oberwiesenthal. Il accroche un deuxième succès à son palmarès l'hiver suivant à Lahti, pour prendre déjà la troisième place au classement général de la Coupe du monde. Il est ensuite sélectionné pour les Jeux olympiques, où il remporte à chaque fois la médaille d'argent dans l'épreuve par équipes en 1992 à Albertville (avec Fred-Børre Lundberg et Einar Trond Elden) et 1994 (avec Lundberg et Bjarte Engen Vik). Ses résultats individuels lors des Jeux, sont respectivement dixième et onzième.
En 1994-1995, il redevient victorieux en Coupe du monde à deux reprises et se hisse encore au troisième rang mondial.
Durant la saison 1995/1996, il ajoute trois succès à son palmarès et s'adjuge par la même occasion le classement général de la Coupe du monde. 
Il a aussi pris part à quatre championnats du monde, dans lesquels il est titré par équipes en 1997, devant le public norvégien de Trondheim ou encore médaillé d'argent en individuel en 1993 à Falun (derrière Kenji Ogiwara) et par équipes en 1993 et 1995 à Thudner Bay.
En 1998, lors d'une saison sans podium pour lui, il manque la sélection pour les Jeux olympiques de Nagano. Il obtient en 1999 son 26e et ultime podium en Coupe du monde en terminant troisième à Val di Fiemme. Il prend sa retraite sportive en 2000.

## Palmarès

### Jeux olympiques
| Épreuve / Édition | Albertville 1992 | Lillehammer 1994 |
| Individuel        | 10e              | 11e              |
| Par équipes       | Argent           | Argent           |

### Championnats du monde
| Épreuve / Édition | Falun 1993 | Thunder Bay 1995 | Trondheim 1997 | Ramsau 1999 |
| Individuel        | Argent     | 6e               |                | 16e         |
| Par équipes       | Argent     | Argent           | Or             |             |

### Coupe du monde
- 1 globe de cristal : vainqueur du classement général en 1996.
- 26 podiums individuels : 7 victoires, 8 deuxièmes places et 11 troisièmes places.
- 1 podium par équipes.

#### Victoires individuelles
| Saison    | Lieu                             |
| 1988-1989 | Oberwiesenthal                   |
| 1989-1990 | Lahti                            |
| 1994-1995 | Steamboat Springs, Vuokatti      |
| 1995-1996 | Saint-Moritz, Seefeld, Trondheim |

#### Classements en Coupe du monde
| Année     | Classement général final |
| 1988-1989 | 5e                       |
| 1989-1990 | 3e                       |
| 1990-1991 | 8e                       |
| 1991-1992 | 6e                       |
| 1992-1993 | 6e                       |
| 1993-1994 | 5e                       |
| 1994-1995 | 3e                       |
| 1995-1996 | 1er                      |
| 1996-1997 | 10e                      |
| 1997-1998 | 30e                      |
| 1998-1999 | 13e                      |
| 1999-2000 | 24e                      |